# José Maria do Vale Júnior
José Maria do Vale Júnior (Desterro, 29 de maio de 1835 — São Paulo, 29 de março de 1914) foi um advogado e político brasileiro.
Filho de José Maria do Vale e de Tomásia da Luz do Vale. Casou com Maria da Glória Bandeira de Gouveia do Vale, filha de Joaquim Bandeira de Gouveia e de Carolina Emília da Mota Gouveia.
Bacharel em direito pela Faculdade de Direito de São Paulo, em 1860.
Foi deputado à Assembleia Legislativa Provincial de Santa Catarina na 14ª legislatura (1862 — 1863).
Foi presidente da província do Espírito Santo, de 16 de abril a 1 de setembro de 1868.